# 1×10 藤宮十貴子は懐かない
『1×10 藤宮十貴子は懐かない』（わんばいてん ふじみやときこはなつかない）は、鈴木大輔による日本のライトノベルである。イラスト担当はPANDA。富士見ファンタジア文庫（富士見書房）より2009年9月から2011年2月まで刊行された。

## あらすじ
無気力なダメ人間の高校生・一条天馬は、ある日瀕死の重傷を負う。そこを後輩で自称魔法使いの美少女・藤宮十貴子に助けられ、九死に一生を得る。その日から、天馬と十貴子の奇妙奇天烈な運命共同体ライフが始まった。

## 主な登場人物
一条 天馬（いちじょう てんま）
本作の主人公。星邦学園に通う高校二年生。
藤宮 十貴子（ふじみや ときこ）
星邦学園に通う高校一年生であるが、飛び級で二年生である天馬と同じクラスで学園生活を送る。成績優秀、スポーツ万能、容姿端麗、家は金持ち、誰にでも人当たりよくて愛想がいいなどと評されている。
天才的な魔法の才能があり、世界一の魔法使いを目指している。
沢木 悠太郎（さわき ゆうたろう）
天馬の幼なじみであり、親友。
コレット・ラ＝サール
魔法使いである。十貴子をライバル視している。
山田さん（やまださん）
藤宮家のメイド。
藤宮 空子（ふじみや くうこ）
十貴子の姉。

## 既刊一覧
- 鈴木大輔（著）・PANDA（イラスト）、富士見書房〈富士見ファンタジア文庫〉、全5巻
  - 『1×10 藤宮十貴子は懐かない』、2009年9月19日発売[1]、ISBN 978-4-8291-3445-0
  - 『1×10 藤宮十貴子は懐かない2』、2010年1月20日発売[2]、ISBN 978-4-8291-3482-5
  - 『1×10 藤宮十貴子は懐かない3』、2010年4月20日発売[3]、ISBN 978-4-8291-3513-6
  - 『1×10 藤宮十貴子は懐かない4』、2010年8月20日発売[4]、ISBN 978-4-8291-3556-3
  - 『1×10 藤宮十貴子は懐かない5』、2011年2月19日発売[5]、ISBN 978-4-8291-3613-3